# Arzier-Le Muids
Arzier-Le Muids – miejscowość i gmina (commune) w zachodniej Szwajcarii, w kantonie Vaud, w okręgu (district) Nyon.  

## Demografia
W Arzier-Le Muids mieszka 2960 osób. W 2021 roku 27,8% populacji gminy stanowiły osoby urodzone poza Szwajcarią.

## Transport
Przez teren gminy przebiega droga główna nr 125.